# Camille Van Betsbrugge
Camille Van Betsbrugge (1995) is een Belgisch acrogymnaste.

## Levensloop
In 2011 behaalde ze samen met Sanne Van Overberghe en Lara Schollier een tweede plaats op de wereldbekermanches in het Poolse Zielona Góra en het San Marinese Forlì en won het trio de WB-manche in het Russische Vityazevo. In de eindstand van de wereldbeker eindigde het trio op een tweede plek. Daarnaast behaalden ze dat jaar een 4e plaats in de balans- en zilver in de dynamic- en allroundfinale op het Europees kampioenschap in het Bulgaarse Varna.
Het jaar daarop behaalden ze een tweede plek op de WB-manches in het Duitse Aalen, het Portugese Maia en het Russische Veliki Novgorod. Daarnaast behaalde het trio zilver op het wereldkampioenschap in het Amerikaanse Lake Buena Vista dat jaar. In 2014 won het trio de WB-manche in het Bulgaarse Sofia en behaalden ze een tweede plaats in het Portugese Maia. Hiermee behaalden ze de eindzege in de Wereldbeker. Op de Wereldspelen in het Colombiaanse Cali ten slotte behaalde het trio een vierde plaats.
In 2014 ging Van Betsbrugge aan de slag bij Cirque du Soleil.